# Hexatoma (Eriocera) vittula
Hexatoma (Eriocera) vittula is een tweevleugelige uit de familie steltmuggen (Limoniidae). De soort komt voor in het Oriëntaals gebied.